# Aquarica
Aquarica est une série de bandes dessinées en deux tomes, réalisée par Benoît Sokal et François Schuiten, éditée par Rue de Sèvres. Le premier tome, intitulé Roodhaven, est sorti en 2017. Le second tome, intitulé La baleine géante, est sorti en 2022.
À la suite du décès en 2021 de Benoît Sokal, principal auteur de la série, le second tome a été terminé par François Schuiten.

## Albums

### Tome 1: Roodhaven
À Roodhaven, petit port de pêche situé sur le continent américain, un phénomène exceptionnel survient lorsqu'un crabe géant vient un jour s'échouer sur la côte. Fait étrange : la carapace de la créature semble constituée d'un amas de ferraille issue de différentes coques de bateaux ayant coulé en mer. Les marins du port, menés par un dénommé Baltimore, reconnaissent notamment un morceau de leur baleinier disparu quelques années plus tôt lors d'une tempête.
Le lieutenant O'Bryan, gendarme local, en réfère aux autorités compétentes, qui envoient sur place un scientifique, John Greyford. Celui-ci découvre avec stupéfaction que le crabe est en réalité un vaisseau habité par une jeune femme nommée Aquarica. Celle-ci affirme venir d'une île lointaine, établie sur le dos d'une baleine géante. C'est contre cette baleine que ce serait brisé le navire de Baltimore quelques années plus tôt. La jeune femme est venue sur le continent pour chercher de l'aide, car la baleine dérive depuis peu vers les eaux froides du nord. L'écosystème tropical qui s'est développé sur son dos s'en trouve menacé, tout comme la tribu qui vit sur l'île, constituée de descendants de naufragés.
De ce récit, Baltimore et les siens ne retiennent d'une idée : la baleine évoquée par la jeune femme est à l'origine de leur naufrage et de la mort de nombreux marins originaires de Roodhaven. Leur unique but est dès lors de se venger contre l'animal. Certains documents amenés par la jeune femme leur permettent de déterminer la position de la baleine. Ensemble, ils prennent le large à bord de leur nouveau navire baptisé « La tueuse », muni d'un canon. De leur côté, John Greyford et Aquarica sont tombés amoureux : le scientifique, tiraillé entre les prérogatives de sa hiérarchie et ses sentiments pour la jeune femme, décide finalement de rejoindre celle-ci à bord du vaisseau-crabe pour se rendre avec elle sur l'île et tenter de comprendre quel mal affecte la baleine. Le lieutenant O'Bryan, laissé pour mort au fond de l'eau par les marins, est sauvé par Aquarica, qui installe l'homme inconscient à bord du vaisseau-crabe avant de prendre le large à son tour.

### Tome 2: La baleine géante
Aquarica, John Greyford et le lieutenant O'Bryan sont en route, à bord du crabe géant, vers la baleine-île dont provient la jeune femme. Les marins, menés par Baltimore, arrivent avant eux. Bien préparés, ils harponnent la baleine et parviennent ainsi à franchir ses défenses en évitant le naufrage malgré la mort de l'un des leurs. Aquarica, John et O'Bryan arrivent peu après.
Le retour de la jeune femme donne lieu à un chaleureux accueil de la part des siens, mais des détonations sont entendues au loin et la baleine semble réagir par des frémissements de douleur. Aquarica, John et O'Bryan partent retrouver les marins : ceux-ci, sous les ordres de Baltimore, ont creusé un puits sur le dos de la baleine et se servent du canon de leur navire pour tirer des projectiles dans le corps de celle-ci et la tuer. O'Bryan tente en vain de raisonner Baltimore : de nouveau blessé, il rejoint la tribu pour être soigné. Aquarica part quant à elle en courant en emmenant John avec elle jusqu'à un endroit caché, situé devant l'un des yeux de la baleine. De là, la jeune femme peut communiquer avec l'animal et lui ordonne de plonger sous l'eau. La baleine s'exécute : la tribu, habituée à nager et disposant de vaisseaux-crabes pour s'abriter, est épargnée, tandis que les marins, incapables de nager, se noient. Lorsque la baleine remonte à la surface, le calme est revenu et une grande fête est organisée.
Il reste toutefois à résoudre la « maladie » de la baleine l'amenant à dériver vers le nord. John découvre que les habitants de l'île, bien qu'illettrés pour la plupart, disposent d'une bibliothèque composée d'ouvrages trouvés dans les navires échoués aux abords de la baleine. Le scientifique découvre notamment un journal tenu par le navigateur Jonas Santano, ayant lui-même vécu sur le dos de la baleine quelques siècles plus tôt. Il y apprend que les baleines géantes dérivent naturellement vers les eaux froides du nord pour s'y reproduire. Le scientifique et O'Bryan comprennent que la tribu ne pourra pas survivre aux températures glaciales qui les attendent et expliquent ce problème aux habitants de l'île, mais ceux-ci ne souhaitent pas quitter les lieux, affirmant avoir toujours su s'adapter. O'Bryan prépare le bateau des marins pour retourner sur le continent. John est indécis, sa raison le poussant à suivre son camarade, tandis que son cœur le pousse à rester auprès d'Aquarica. Finalement, le scientifique rejoint le bateau de son camarade au petit matin pour partir avec lui, trahissant l'amour d'Aquarica tout en se promettant de la retrouver ultérieurement. Appelé par la jeune femme alors que le bateau s'éloigne, il tente de la rejoindre, mais O'Bryan le retient et attache son ami au mas pour l'empêcher de se noyer.
Revenu sur le continent, John rejoint l'académie scientifique, où il présente sa découverte des baleines géantes. Son témoignage n'est pas pris au sérieux et il devient la risée de la communauté scientifique. Mélancolique et plongeant ses mains dans l'océan, le scientifique semble découvrir qu'il peut encore communiquer avec Aquarica par la mer.

## Conception
Aquarica apparaît au début des années 2000 comme un projet de long métrage, dans un contexte où Benoît Sokal explore de nouveaux moyens d'exprimer ses idées artistiques, étant déjà passé de la bande dessinée (Canardo, Le Vieil Homme qui n'écrivait plus) au jeu vidéo (L'Amerzone, Syberia). Sokal contacte alors François Schuiten, ami de longue date, pour lui proposer de travailler avec lui sur ce nouveau projet. Schuiten dispose alors déjà d'une expérience du film d'animation en ayant travaillé sur Taxandria (1996).
Schuiten est initialement « réservé » sur le projet, mais accepte d'y prendre part. Les deux hommes travaillent ensemble sur le scénario, le dessin et le storyboard. Le thème principal, mettant en scène une baleine géante et une jeune femme nommée Aquarica, provient de Benoît Sokal. Sur le plan visuel, l'idée de Sokal est de créer un film d'animation en 3D au sein duquel l'héroïne, Aquarica, serait jouée par une actrice incrustée aux décors. En 2003, après la sortie du film La Jeune Fille à la perle, Sokal et Schuiten envisagent de faire appel à l'actrice Scarlett Johanson pour jouer le personnage d'Aquarica, mais la notoriété grandissante de l'actrice après la sortie de Match Point (2005) rend ce choix impossible. Les deux artistes envisagent alors de proposer le rôle à Isild Le Besco, puis à d'autres actrices, mais ne les contactent pas, le projet restant alors trop incertain. Des difficultés apparaissent en effet lors de la recherche d'un producteur : les sociétés contactées font appel à des « script doctors » pour rendre le scénario plus adapté au monde du cinéma (par exemple pour y introduire davantage d'humour), mais Benoît Sokal n'accepte pas certains changements proposés. Le budget nécessaire pour la création d'images de synthèse est par ailleurs jugé trop élevé. Le projet de long métrage est alors mis en sommeil.
En 2006, le studio de jeux vidéo White Birds Productions, cofondé par Benoît Sokal trois ans plus tôt, annonce une évolution du projet « Aquarica » pour en faire un jeu d'aventure doté d'une interface point & click semblable à celle de Syberia,. Le projet est toutefois abandonné en 2008 en raison de la chute des ventes de jeux vidéo pour PC et le studio White Birds disparaît peu après.
En 2012, François Schuiten travaille avec le cinéaste québécois Martin Villeneuve sur un autre film, Mars et Avril : à la suite de cette collaboration fructueuse, Martin Villeneuve s'intéresse à son tour au projet Aquarica et en réécrit partiellement le scénario. Le projet bénéficie de financements de la Société de développement des entreprises culturelles (SODEC) en 2013 et 2015, ainsi que du fonds Harold Greenberg en 2016. Avec le soutien du producteur Pierre Even, est créé un court-métrage (teaser) d'une minute en images de synthèse, intitulé Le crabe : Prélude à Aquarica (en anglais : The Crab: Prelude to Aquarica), correspondant aux premières scènes du film.
En parallèle, Benoît Sokal annonce à François Schuiten son intention d'adapter lui-même le projet Aquarica sous forme de bande dessinée en deux tomes. Le premier tome sort en 2017. Au cours du projet, Benoît Sokal découvre qu'il est atteint d'un cancer. À mesure que la maladie progresse, il demande de l'aide à François Schuiten pour dessiner certaines planches du second tome. Comprenant qu'il laissera son œuvre inachevée, il confie à Schuiten le storyboard complet ainsi que sa boîte de crayons de couleur pour terminer le projet et décède peu après, en mai 2021. François Schuiten réalise les 12 dernières planches de la bande dessinée en assumant une certaine rupture graphique vis-à-vis des planches réalisées par Sokal. Le second tome sort ainsi en 2022 et s'accompagne d'un récit de François Schuiten relatif à l'histoire du projet Aquarica, illustré de certains croquis réalisés au cours des vingt années d'évolutions du projet.
L'adaptation de l'œuvre sous forme de long-métrage, mise en sommeil pendant plusieurs années, a été relancée après la publication du second tome de la bande dessinée : en février 2024, Martin Villeneuve déclarait ainsi avoir repris son travail sur cette adaptation avec la collaboration d'une nouvelle scénariste et du studio ON Animation.